# Servigny-lès-Sainte-Barbe
 Servigny-lès-Sainte-Barbe  es una población y comuna francesa, en la región de Lorena, departamento de Mosela, en el distrito de Metz-Campagne y cantón de Vigy.

## Demografía
| 248 | 247 | 273 | 382 | 423 | 453 |
| Para los censos de 1962 a 1999 la población legal corresponde a la población sin duplicidades (Fuente: INSEE [Consultar]) |     |     |     |     |     |